# サム・ジェフリーズ (1992年生のラグビー選手)
サム・ジェフリーズ（Sam Jeffries、1992年5月20日 - ）は、オーストラリア出身のラグビーユニオン選手。ジャパンラグビーリーグワンの東京サントリーサンゴリアスに所属している。

## 家族
- 弟のトム・ジェフリーズもラグビー選手[1]（横浜キヤノンイーグルス）

## 略歴
セントジョセフ高校、メルボルン・ライジング、レベルズに所属した。
2018年、U20オーストラリア代表に選ばれた。
2018年、NECグリーンロケッツ(現・NECグリーンロケッツ東葛)に加入。同年9月1日に行われたジャパンラグビートップリーグ第1節の豊田自動織機シャトルズ戦にて先発出場で日本での公式戦初出場を果たす。
2021年、NTTコミュニケーションズシャイニングアークスに加入。
2022年7月、NTT再編に伴う新チーム浦安D-Rocks選手スコッドに選ばれた。
2023年、NECグリーンロケッツ東葛に復帰、
2024年7月、花園近鉄ライナーズに入団。2025年5月、退団。
2025年7月1日、東京サントリーサンゴリアスに加入した。